# Ordem Estadual do Pinheiro
A Ordem Estadual do Pinheiro é a mais alta honraria do estado brasileiro do Paraná. 
A homenagem foi criado em 1972 com o objetivo de homenagear pessoas de destaque, de âmbito estadual ou nacional, nos mais variados setores de atuação, desde políticos e empresarial, até nas ciências, artes ou religião, mas que tenham contribuídos para o desenvolvimento econômico e social do Estado do Paraná.
A escolha dos homenageados inicia-se na indicação dos seus nomes por diversos setores da sociedade e é finaliza por um conselho formado por membros da Casa Militar, Casa Civil, Chefia de Gabinete e Secretaria da Cultura do governo estadual e a solenidade de entrega, sempre ocorre no dia 19 de dezembro, que é a data da Emancipação Política do Paraná.

## Graus
Ordem do Pinheiro possui cinco graus, que são:
- Grã-Cruz;
- Grande-Oficial;
- Comendador;
- Oficial;
- Cavaleiro.